# Sant Miquel de Fet
Sant Miquel de Fet és una església en estat ruïnós que està situada al nucli despoblat de Fet, municipi de Viacamp i Lliterà, a la Ribagorça.
Disposa d'un cementiri adjacent, a la banda dreta, amb una vintena de creus a terra. Es troba tancat per un mur de poca alçada de pedres. Donada la seva situació tan propera al tallat per la seva cara posterior, la gent del poble deia que qui podia donar la volta a l'església ja podia fer-ho tot.